# Lustrochernes argentinus
Lustrochernes argentinus är en spindeldjursart som först beskrevs av Tord Tamerlan Teodor Thorell 1877.  Lustrochernes argentinus ingår i släktet Lustrochernes och familjen blindklokrypare. Inga underarter finns listade i Catalogue of Life.